# Jonathan Paul
Jonathan Anton Alexander Paul (ur. 12 maja 1853 w Gartz nad Odrą, zm. 25 kwietnia 1931 w Lauter w Saksonii) – niemiecki pionier ruchu zielonoświątkowego, pierwotnie pastor luterański, biblista i tłumacz Biblii.

## Życiorys
Urodził się w rodzinie duchownego luterańskiego. Szkołę średnią ukończył w Szczecinie, a studia teologiczne odbył na Uniwersytecie w Greifswaldzie. Po ordynacji został wikariuszem parafii ewangelickiej w Nörenberg (obecnie Ińsko) na terenie dzisiejszej Polski. W 1889 objął stanowisko pastora parafii w Ravenstein (obecnie Wapnica). Dał się wówczas poznać jako działacz pietystyczny i zwolennik ruchu świętości. W 1906 odwiedził w Oslo utożsamiającego się z ruchem zielonoświątkowym pastora Thomasa Ball Barratta. Pod jego wpływem związał się z pentekostalizmem. Po potępieniu tego typu pobożności przez niemieckich teologów pietystycznych w Deklaracji berlińskiej z 1909 był współzałożycielem utworzonej w 1914 pierwszej denominacji zielonoświątkowej w Niemczech pn. Mülheimer Verband (obecnie: Mülheimer Verband Freikirchlich-Evangelischer Gemeinden – Mülheimski Związek Zborów Wolnokościelno-Ewangelickich). Stał się wiodącą postacią niemieckiego ruchu zielonoświątkowego, kaznodzieją, wydawcą czasopism, redaktorem kancjonału pt. Pfingstjubel. Był współautorem tłumaczenia Biblii na współczesny język niemiecki pt. Das Neue Testament in der Sprache der Gegenwart (1914).